# Katlatkur, Raichur
Katlatkur là một làng thuộc tehsil Raichur, huyện Raichur, bang Karnataka, Ấn Độ.